# Poczta

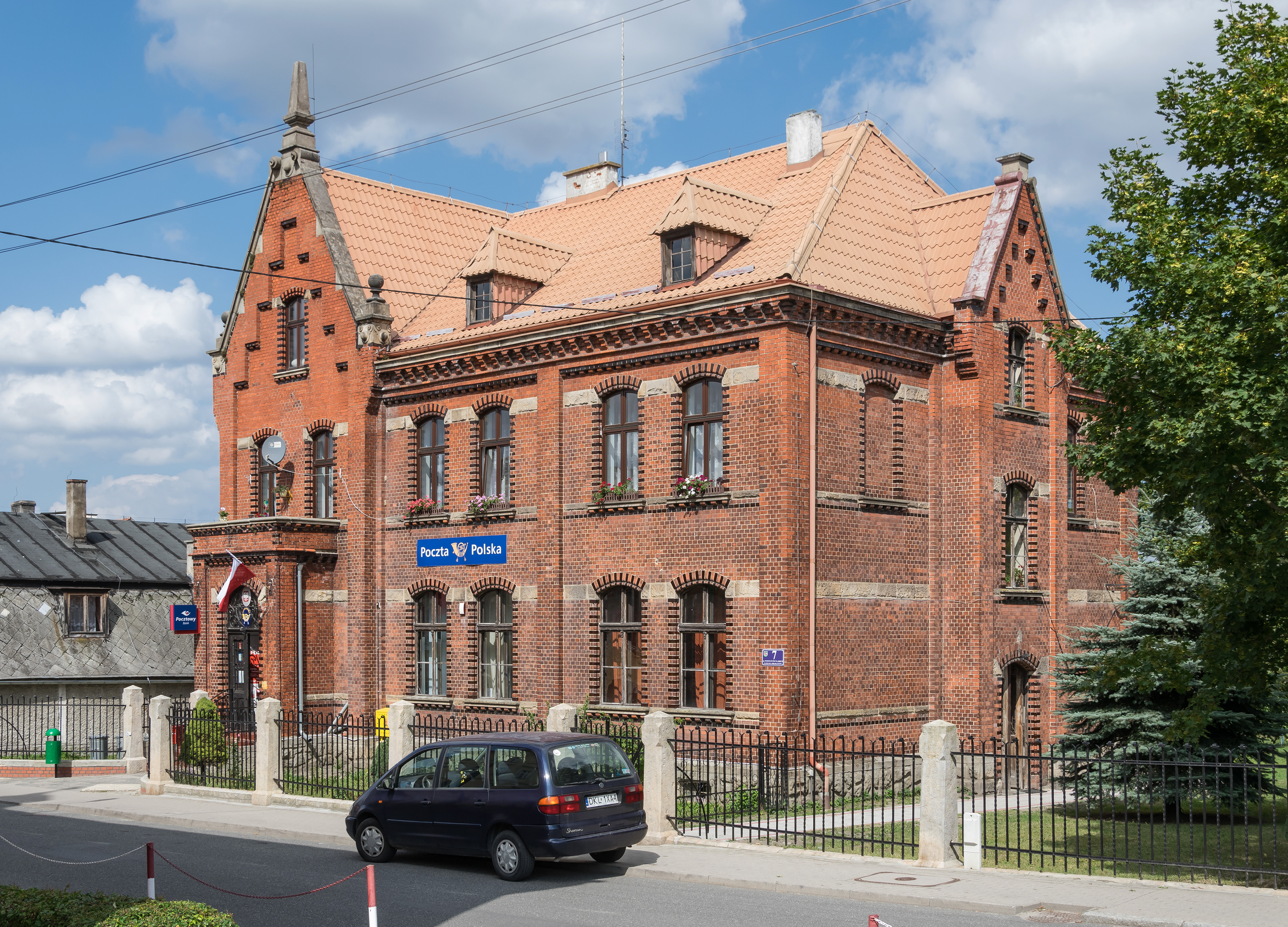
Budynek poczty w Międzylesiu

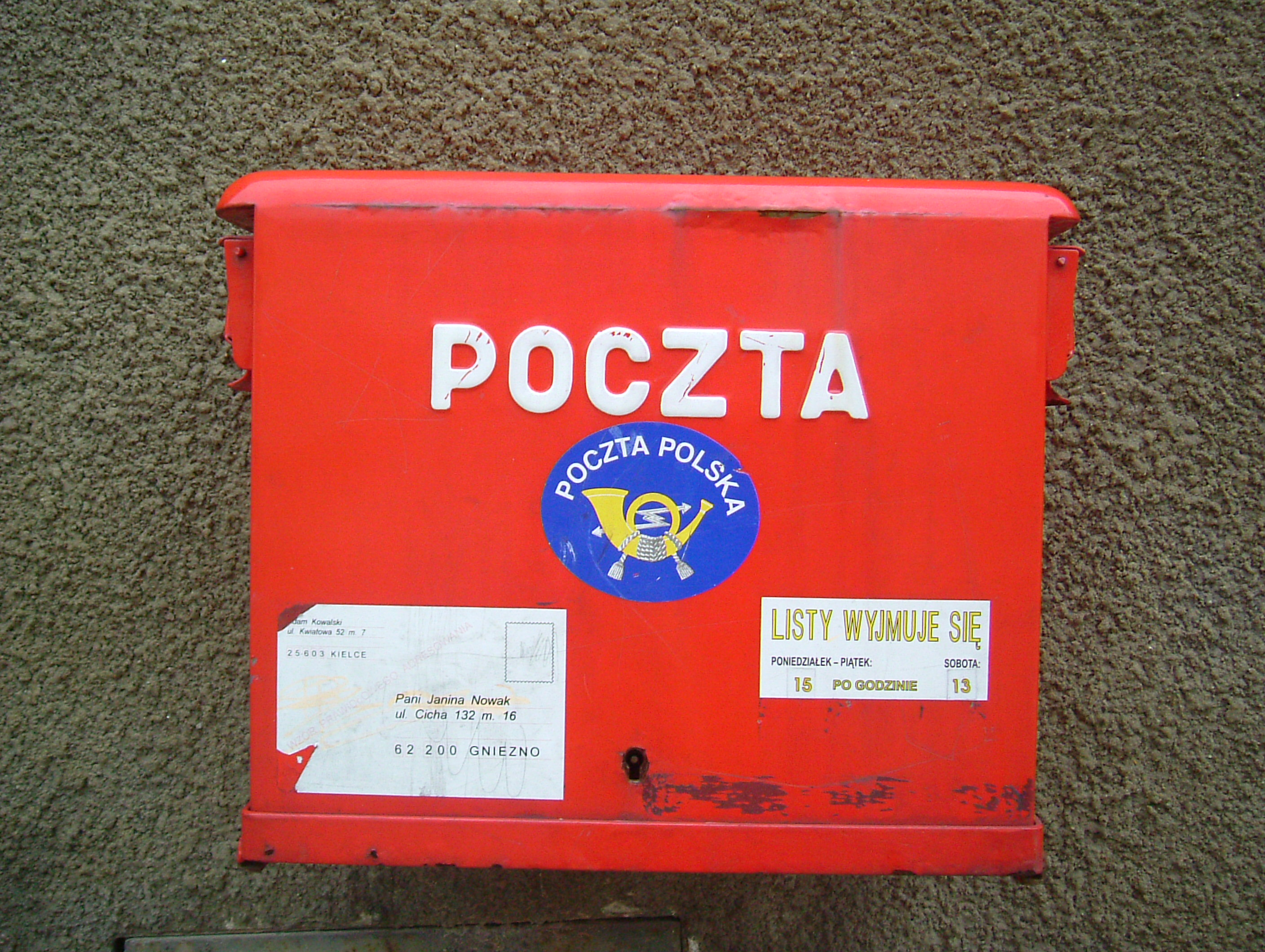
Skrzynka pocztowa

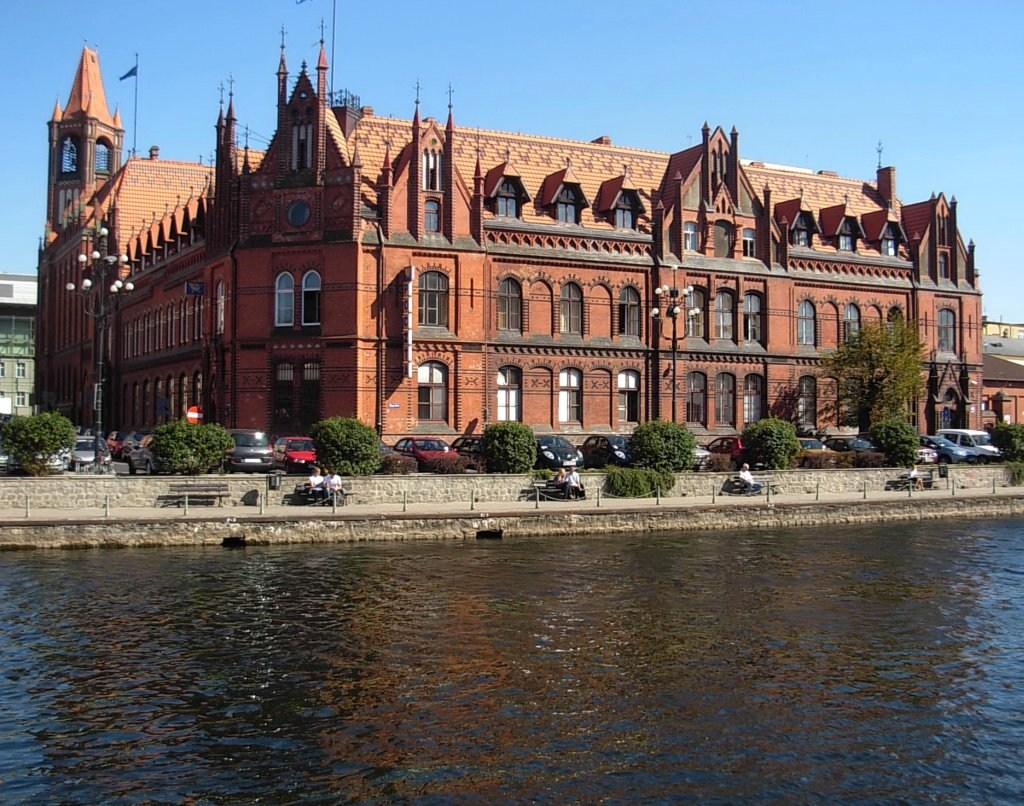
Zabytkowy gmach Poczty Głównej w Bydgoszczy

Poczta (daw. poszta, z cz. pošta, z wł. posta, od łac. statio posita) – ogólnie dostępna instytucja, przeważnie państwowa, zajmująca się obrotem przesyłek, a także wykonywaniem niektórych usług na rzecz telekomunikacji oraz usług pieniężno-bankowych. Od połowy XIX wieku usługi w zakresie łączności dzielono na pocztowe i telekomunikacyjne, a od połowy XX wieku zaczęto pocztę nazywać łącznością pocztową.
Usługi telekomunikacyjne pod koniec XX wieku stały się na tyle szeroką dziedziną gospodarki, że w wielu krajach oddzieliły się od tradycyjnej poczty. W Polsce na przykład przedsiębiorstwo państwowe Polska Poczta, Telegraf i Telefon, założone w 1928 podzielone zostało w 1991 na Telekomunikację Polską i państwowe przedsiębiorstwo użyteczności publicznej Poczta Polska.
Terminu poczta używa się również na określenie sposobu transportu przesyłek (np. poczta konna, poczta lotnicza, przesyłki konduktorskie) lub ich charakteru (np. poczta dyplomatyczna, poczta uniwersytecka, poczta wojskowa).
Szczególnym rodzajem poczty jest poczta polowa – instytucja wojskowa, zapewniająca w czasie wojny jednostkom wojskowym i żołnierzom wymianę korespondencji z ludnością cywilną i między żołnierzami.
Terminem „poczta” określa się też przesyłki pocztowe (zwłaszcza korespondencję), budynek, w którym mieści się poczta, a dawniej także pojazdy pocztowe.
Termin „poczta” wywodzi się od łacińskiej nazwy stacji wymiany koni (stworzonej w czasie Cesarstwa Rzymskiego) – mutatio postia. W wieku XVI zostaje zapożyczony do języka polskiego wyraz posta, który po polonizacji występowało w postaci poszta. Pierwsza w Polsce linia pocztowa utworzona w roku 1558 biegła do Włoch (z Krakowa przez Wiedeń), nadzór nad nią sprawował Prospero Provana. Później dostała się w ręce Montelupich.